# 28. kongres Občanské demokratické strany
28. kongres ODS se konal 13. a 14. ledna 2018 v Ostravě.

## Dobové souvislosti a témata kongresu
Kongres se konal necelé tři měsíce od voleb, v nichž nakonec ODS skončila druhá se ziskem 11,32 % hlasů a 25 mandátů. Ačkoliv výsledkově zaostala o téměř 20 % za vítězem, tak vzhledem k předvolebním prognózám a minulosti, kterou si strana prošla, byl výsledek považován za úspěch. Na kongresu tak stávající vedení obhájilo své funkce. Kongres zároveň probíhal ve stínu dvou významných události na politické scéně. Jednou byla žádost menšinové první vlády Andreje Babiše o důvěru, o níž bylo zřejmé, že ji však nezíská. ODS spolu s ostatními stranami nakonec hlasovala proti udělení důvěry, přičemž na kongresu se usnesla, že nepodpoří ani případnou druhou menšinovou vládu stejného premiéra. Druhou bylo první kolo prezidentských voleb. Strana oficiálně žádného kandidáta pro první kolo nepodpořila, nicméně někteří členové vyjádřili podporu svému bývalému předsedovi Mirku Topolánkovi. Pro druhé kolo vyslovila podporu Jiřímu Drahošovi.

## Personální složení vedení ODS po kongresu
- předseda: Petr Fiala
- 1. místopředsedkyně: Alexandra Udženija
- místopředsedové: Martin Kupka, Evžen Tošenovský, Miloš Vystrčil, Martin Baxa
- výkonná rada: Martin Baxa, Stanislav Blaha, Martin Červíček, Filip Dvořák, Petr Fiala, Pavel Karpíšek, Michal Kortyš, Martin Kuba, Martin Kupka, Jan Mraček, Dan Ramzer, Jan Skopeček, Zbyněk Stanjura, Libor Šťástka, Evžen Tošenovský, Alexandra Udženija, Marek Veselý, Alexandr Vondra, Miloš Vystrčil, Jaroslav Vymazal, Jan Zahradil, Michal Zácha